# Adult Beginners
Adult Beginners is een Amerikaanse drama-komediefilm uit 2014 geregisseerd door Ross Katz en geschreven door Jeff Cox en Liz Flahire gebaseerd op een verhaal van Nick Kroll. In de film spelen Kroll, Rose Byrne, Bobby Cannavale, en Joel McHale. 

## Plot
Nadat zijn onderneming ten onder gaat op de vooravond van de grote lancering, trekt hipster en ondernemer Jake (Kroll) in bij zijn vervreemde zwangere zus, Justine (Bryne), zwager Danny (Cannavale) en drie jaar oude neefje in de buitenwijken, waar hij wordt geconfronteerd met de druk van de echte verantwoordelijkheid. 

## Rolverdeling
- Nick Kroll als Jake
- Rose Byrne als Justine
- Bobby Cannavale als Danny
- Joel McHale als Hudson
- Caleb en Matthew Paddock als Teddy
- Caitlin Fitzgerald als Kat
- Paula Garcés als Blanca
- Josh Charles als Phil
- Jane Krakowski als Miss Jenn
- Bobby Moynihan als Paul
- Mike Birbiglia als Braden
- Jason Mantzoukas
- David Bernon als Chuck

## Productie
Er werd een maand gefilmd in januari en februari 2014 in New York , onder andere in een huis op Elk Avenue in New Rochelle. De film kreeg gemengde kritieken van de filmcritici.
RADiUS-TWC verkreeg de Noord-Amerikaanse distributierechten voor de film tijdens zijn première op het Toronto International Film Festival 2014.